# Хуан-Фернандес (архіпелаг)
33°38′29″ пд. ш. 78°50′28″ зх. д. / 33.641388888889° пд. ш. 78.841111111111° зх. д.

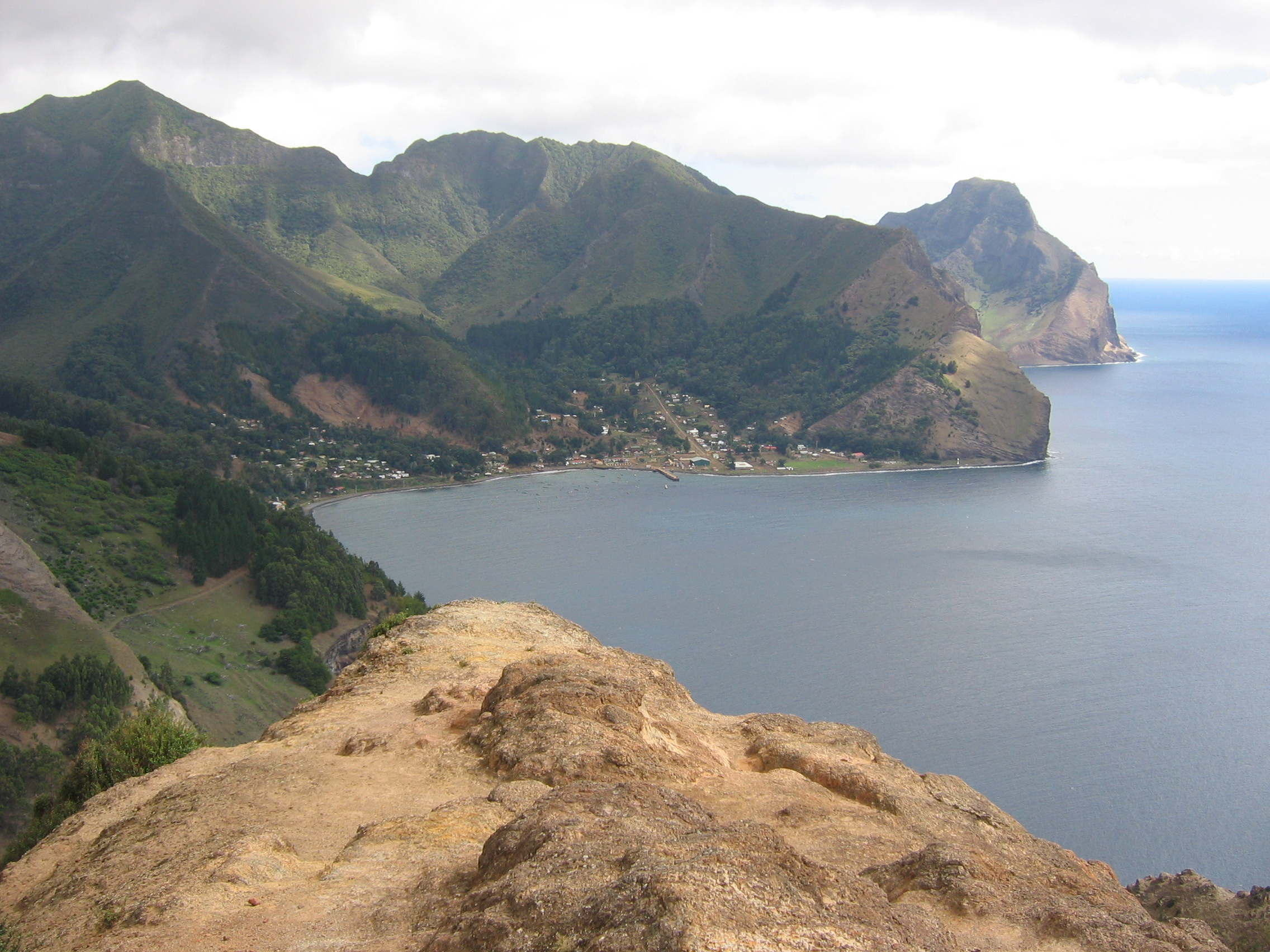
Вид на бухту на острові Робінзона Крузо

Архіпелаг Хуана Фернандеса або острови Хуана Фернандеса (ісп. Archipiélago Juan Fernández) — група островів, що належить Чилі, розташована в південній частині Тихого океану приблизно за 670 км на захід від узбережжя Америки на широті Вальпараїсо. Архіпелаг складається з двох великих островів та кількох острівців:
- Острів Робінзона Крузо (ісп. Isla Robinsón Crusoe), 96,4 км², єдиний населений острів. У головному поселені Сан-Хуан-Батиста проживає близько 600 чоловік.
  - Санта-Клара, 2 км², приблизно за 1 км на південний захід від острова Робінзона Крузо.
  - Острів Хуананга (ісп. Islote Juananga) — ще один невеликий острівець біля острова Робінзона Крузо
- Острів Александра Селькірка (ісп. Isla Alejandro Selkirk), 44,6 км², 160 км на захід від острова робінзона Крузо

В адміністративному відношенні острови є частиною чилійського регіона Вальпараїсо.

## Історія

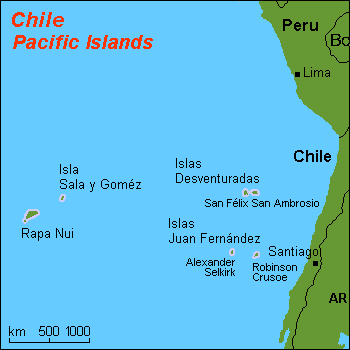
Розташування чилійських островів в Тихому океані

Острови були вперше відкриті 22 листопада 1574 року іспанським мореплавцем Хуаном Фернандесом. Перший острів, нинішній острів Робінзона Крузо, він назвав Más a Tierra, що в перекладі означає «найближчий до материка». Другим він виявив Más Afuera («подальший від материка»), нинішній Острів Александра Селькірка.
Перша спроба заселити острови 600 індійцями, яким були дани кози і кури, провалилася, і архіпелаг до 1750 року залишався ненаселеним, якщо не рахувати нетривалих виключень. Так, наприклад, в 1580 році англійський пірат Джон Вотлінг використовував його як тимчасовий опорний пункт для нападу на чилійське місто Аріка.
З 1704 по 1709 роки на острові Más a Tierra в повній самоті жив шотландський моряк Александр Селькірк, після того, як посварився з капітаном свого судна Томасом Страдлінгом і виявив бажання висадитися на берег. Лише через п'ять років його підібрав пірат Вільям Дампір під час відвідування острова. Письменник Даніель Дефо використовував цю історію як основу для свого роману «Робінзон Крузо». У зв'язку з цим в 1970 році острів був перейменований в острів Робінзона Крузо.
На початку 19 століття архіпелаг став служити місцем висилки для патріотично настроєних борців за незалежність Чилі від Іспанії. Багато років вони жили в печерах, серед них були і майбутні президенти Мануель Бланко Енкалада і Агустин Ейсагірре. З 1818 року острови Хуана Фернандеса належать Чилі. У 1823 році їх відвідав англійський лорд Томас Кокрейн, що служив адміралом чилійського флоту.
У 1877 Чилі розпочало заселення архіпелагу. Зокрема, на островах поселився австроугорський барон Альфред фон Родт, що спонсорував їх освоєння і заселення. У час Першої світової війни, 14 березня 1915 року до острова Más a Tierra причалив німецький крейсер «Дрезден», який переслідували три англійських крейсери, і здався чилійській владі. Проте англійці відкрили по ньому вогонь, внаслідок чого на кораблі почалася пожежа. Врешті-решт капітан крейсера наказав його висадити, евакуював всю команду. У наш час на цьому місці розташований пам'ятник. У 1998 році на острів прилетів американський бізнесмен Бернард Кейсер, що бажав знайти найбільший скарб усіх часів. Маючи в розпорядженні стародавні морські карти і бюджет з декількох мільйонів доларів, він прорив немало тунелів в червоній землі, проте все було безуспішно. Кейсер був ведений чутками про те, що німці, що висадилися на острів, везли з собою багатства німецьких громадян, які під час Першої світової війни жили в Мексиці.

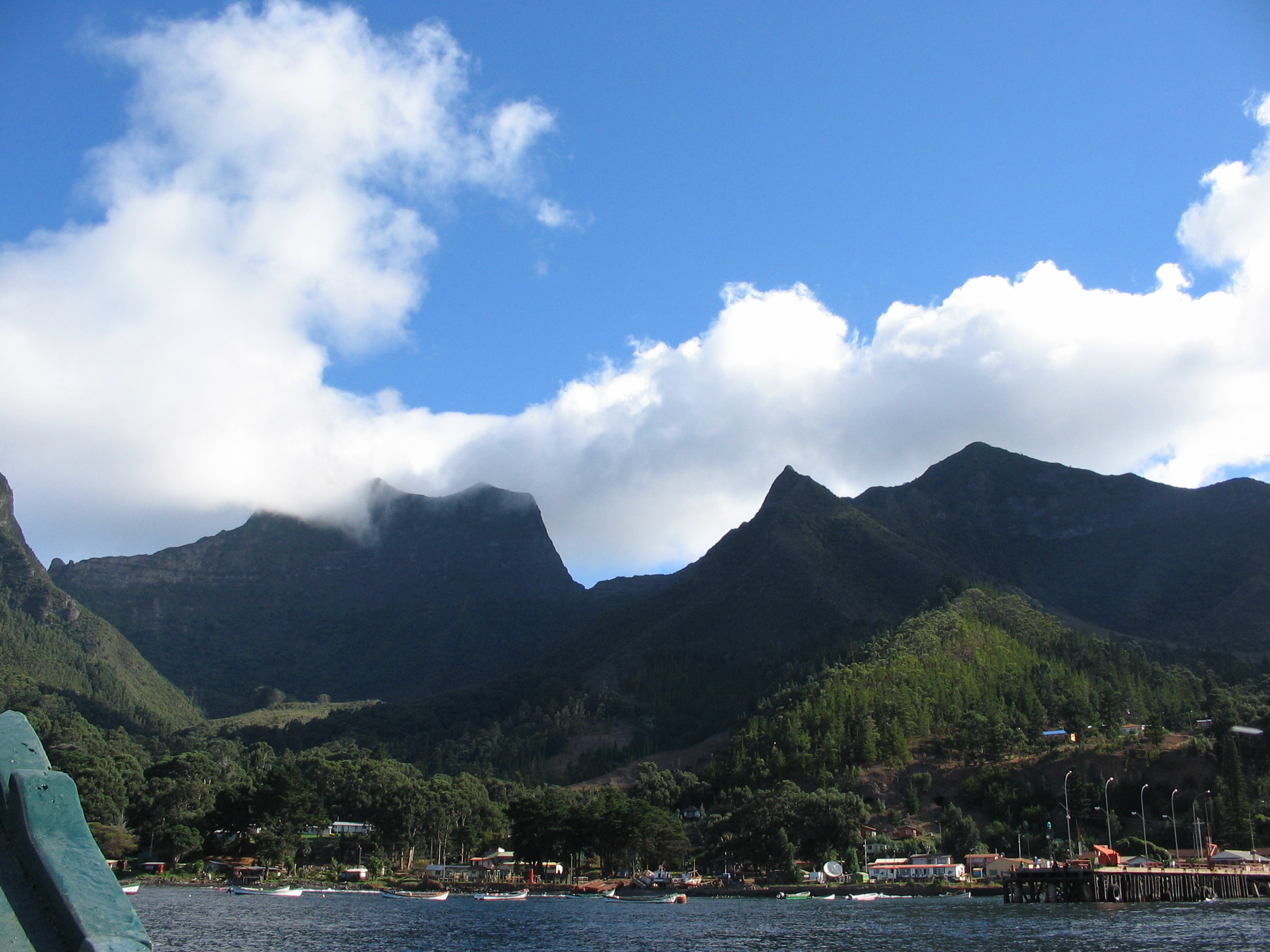
Вид на селище Сан-Хуан-Батисту

Сьогодні на архіпелазі живуть близько 600 чоловік, головним джерелом доходів яких є туризм і вилов омарів.

## Природа
Острів Робінзона Крузо дуже гористий, а його найвищою точкою є пік Ель-Хунке, що досягає висоти 915 м над рівнем моря. Існує гострий контраст між пустинною береговою лінією і зеленими гірськими схилами, покритими ледве прохідними зарощами з дерев, папороті і кущів.
На островах зустрічаються більш ніж 100 ендемічних видів рослин і тварин, тут були знайдені деякі види, що вважалися вимерлими в інших частинах світу. Вулканічне походження і віддалене розташування островів привели, проте, до дуже невеликого різноманіття рослин і, особливо, тварин на островах. Загалом, жива природа островів унікальна, і через це архіпелаг виділяється у окремий екорегіон.
| Клімат                                                 | Клімат | Клімат | Клімат | Клімат | Клімат | Клімат | Клімат | Клімат | Клімат | Клімат | Клімат | Клімат | Клімат |
| Показник                                               | Січ.   | Лют.   | Бер.   | Квіт.  | Трав.  | Черв.  | Лип.   | Серп.  | Вер.   | Жовт.  | Лист.  | Груд.  | Рік    |
| Середній максимум, °C                                  | 21,8   | 22,1   | 21,4   | 19,7   | 17,9   | 16,1   | 15,2   | 14,8   | 15,3   | 16,2   | 18,0   | 20,1   | 18,2   |
| Середня температура, °C                                | 18,5   | 18,9   | 18,3   | 16,6   | 15,0   | 13,3   | 12,6   | 12,0   | 12,4   | 13,2   | 14,9   | 16,7   | 15,2   |
| Середній мінімум, °C                                   | 15,2   | 15,7   | 15,1   | 13,4   | 12,1   | 10,5   | 9,9    | 9,2    | 9,4    | 10,1   | 11,7   | 13,3   | 12,1   |
| Середня кількість сонячних годин на місяць             | 248,0  | 209,1  | 158,1  | 123,0  | 108,5  | 99,0   | 93,0   | 105,4  | 147,0  | 204,6  | 249,0  | 260,4  | 2005,1 |
| Норма опадів, мм                                       | 24     | 38     | 38     | 78     | 143    | 160    | 161    | 115    | 72     | 55     | 28     | 24     | 936    |
| Днів з опадами                                         | 11     | 10     | 13     | 15     | 21     | 23     | 21     | 19     | 16     | 14     | 10     | 10     | 183    |
| Вологість повітря, %                                   | 73     | 73     | 73     | 77     | 78     | 78     | 79     | 77     | 77     | 76     | 74     | 73     | 76     |
| ------------------------------------------------------ | ------ | ------ | ------ | ------ | ------ | ------ | ------ | ------ | ------ | ------ | ------ | ------ | ------ |
| Джерело: Sistema de Clasificación Bioclimática Mundial |        |        |        |        |        |        |        |        |        |        |        |        |        |

Вегетаційні зони загалом відповідають висоті над рівнем моря, від трав'яних полів та чагарників біля моря та на вершинах гір острова Робінзона Крузо, до високостовбурових лісів, зокрема з високих папоротей, на середніх висотах. Два головні острови характеризуються дуже відмітними рослинними співтовариствами.
Фауна острова дуже бідна, на островах немає рідних наземних видів ссавців, плазунів або земноводних. Існує, проте, багато видів птахів, серед яких деякі ендемічні. Тут водиться і вид морських котиків. На островах зустрічається і особливий підвид кіз, так звані кози Хуана Фернандеса. Вони походять від звичайних домашніх кіз, яких при відкритті острова залишили на ньому як резерв провіанту, і які з часом утворили окремий дрібний підвид бурого кольору.
У 1935 році значна частина архіпелагу була оголошена біосферним заповідником, загальна площа якого становить 95,7 км². Зараз цей заповідник входить до списку біосферних заповідників міжнародного значення ЮНЕСКО.